# Deutsche Akademie für Fußball-Kultur

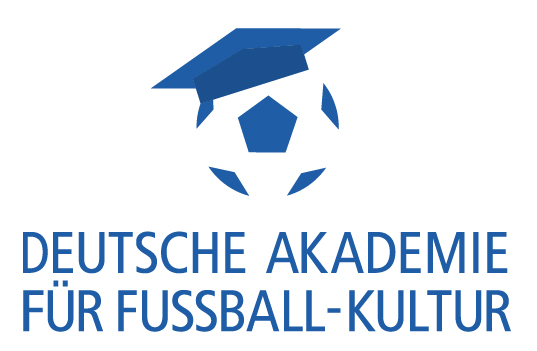
Logo der Deutschen Akademie für Fußball-Kultur

Die Deutsche Akademie für Fußball-Kultur hat es sich zur Aufgabe gemacht, den Zwischenraum zwischen dem sportlichen Aspekt des Fußballs und dem Feuilleton zu besetzen. Seit 2006 wird jeden Herbst der Deutsche Fußball-Kulturpreis verliehen. Erster Leiter der Akademie wurde 2004 Günter Joschko, der 2014 von Birgitt Glöckl abgelöst wurde; Träger ist das Amt für Kultur und Freizeit der Stadt Nürnberg.

## Geschichte

### Gründung 2004 bis zur Weltmeisterschaft 2006
Die Akademie wurde im Oktober 2004 in Nürnberg gegründet. Bei der Gründungsveranstaltung Testspiel waren u. a. Otto Schily, Edmund Stoiber, Oliver Bierhoff, Theo Zwanziger, Horst-Eberhard Richter und Paul Breitner anwesend. Im Vorfeld der Fußball-Weltmeisterschaft 2006 wurde durch die Akademie eine Plattform für das vielfältige Zusammenspiel von Fußball und Kultur geschaffen.
Im Jahr 2005 richtete die Akademie mehrere Veranstaltungen aus, z. B. Fußball und Nation mit dem damaligen Bundestrainer Jürgen Klinsmann, Joachim Löw, Andreas Köpke und Kulturtheoretiker Klaus Theweleit sowie ZEIT-Redakteur Christof Siemes. Eine weitere Veranstaltung war das Forum Fans, Fairplay und Fußballwerte für Vertreter von Faninitiativen, DFB und Sicherheitsbehörden.
2006 fanden zahlreiche weitere Veranstaltungen statt. Neben einer Ausstellung zum Thema „Weltsprache Fußball“ sowie einer Ausstellung und einem Forum zum Thema „Frauen, Männer und der Fußball“, war die Akademie beispielsweise an einer Tagung zu Fußball im Nationalsozialismus beteiligt. Hier traten u. a. Markwart Herzog und Dietrich Schulze-Marmeling als Referenten auf. Während der WM 2006 war die Akademie für Fußball-Kultur Mitveranstalter des Nürnberger Kulturprogramms Ballazzo. Unter dem Motto Kultur und Spiele gab es während der WM Konzerte, Ausstellungen, Theateraufführungen und andere Kulturveranstaltungen.

### Bis zur Frauen-Weltmeisterschaft 2011
In der Spielzeit 2007 veranstaltete die Akademie im Rahmen der Europäischen Städte-Koalition gegen Rassismus in Nürnberg eine Podiumsdiskussion zum Thema Die Welt zu Gast im Stadion?, an der unter anderen Bella-Bello Bitugu, Ronny Blaschke, Doudou Diène und Holger Hieronymus teilnahmen. Bei Kick it like Beckett! trat die Deutsche Nationalmannschaft der Schriftsteller an, um ihr literarisches und spielerisches Talent zu präsentieren.
Auch 2008 präsentierte die Akademie einige kulturelle Ereignisse, wie den Auftritt der Österreichischen Autorenwunderteams, die Lesereihe Kaltblütig verwandelt und Kopf- und Fußbälle, ein Wochenende über Literatur und Fußball, in Marbach. Zur Euro 2008 organisierte die Akademie für Fußball-Kultur einen EM-Fangarten mit kulturellen Einlagen.
Neben der fortschreitenden Lesereihe Kaltblütig verwandelt, die Autoren wie İmran Ayata, Christoph Biermann, Matthias Hunger, Roland Loy, Christoph Ruf, Thomas Urban, den „Fußballkomikern“ Frank Goosen, Philipp Köster oder Ben Redelings, aber auch dem Weltautor Péter Esterházy eine Bühne bot, rief die Deutsche Akademie für Fußball-Kultur in der Saison 2009 zwei weitere Veranstaltungsreihen ins Leben: Die Nürnberger Gespräche zur Fußball-Kultur feierten mit prominenten Gästen wie Dieter Gruschwitz und Erich Laaser zum Thema Fußball im Fernsehen Premiere, des Weiteren wurde die Gesprächsreihe Weißt du noch, damals …!? angepfiffen, die sich seitdem regelmäßig um die Historie der Traditionsvereine 1. FC Nürnberg und SpVgg Greuther Fürth dreht.
Zur WM 2010 organisierte die Akademie im Künstlerhaus Nürnberg für die Dauer des gesamten Turniers den WM-Fangarten, der außer den Spielübertragungen mit Live-Musik und fachkundigen Gesprächsgästen aufwarten konnte. Weitere Highlights des Jahres waren die Präsentation der Deutschlandpremiere des Spielfilms The Two Escobars sowie eine Lesung Christoph Biermanns.
Aufgrund der WM im eigenen Land stand die Spielzeit 2011 unter dem Stern des Frauenfußballs. Neben dem Frauen Fussi Fest, bei dem sich in lockerer Runde Fußball und Kultur trafen, richtete die Akademie wieder ein umfangreiches Public-Viewing-Angebot ein. Darüber hinaus wurden die mittlerweile etablierten Reihen Kaltblütig verwandelt und Weißt du noch, damals …!? um eine dritte regelmäßige Veranstaltung ergänzt, denn die Filmreihe Spiel ab! stand erstmals auf dem Programm.

### Seit 2012
Im Jahr 2016 engagierte sich die Akademie auch im Rahmen der Nürnberger Stadt(ver)führungen und bot gemeinsam mit Buchautor Matthias Hunger erstmals Fußball-Kultur-Führungen an. Die Stadt(ver)führungen sind eine einmal jährlich stattfindende Veranstaltung, die der Öffentlichkeit die Möglichkeit schafft, die Stadt mal anders kennen zu lernen.

## Struktur
Die Mitglieder setzen sich aus drei Gruppen zusammen. Einmal jährlich findet in Nürnberg ein Treffen statt.

### Institutionen
Folgende 23 Institutionen haben einen Vertreter im Beirat der Akademie:
- Stadt Nürnberg
- kicker-Sportmagazin
- easyCredit/TeamBank
- Arbeitskreis „Kirche und Sport“ der EKD
- Bayerischer Rundfunk
- Brot und Spiele e. V. / 11mm Filmfestival
- Bundesvereinigung Soziokultureller Zentren
- Deutscher Fußball Botschafter
- Deutscher Volkshochschul-Verband
- Die Zeit, Ressort Leben
- Discover Football
- Evangelische Akademie Tutzing
- Frankfurter Allgemeine Zeitung, Feuilleton
- Fraunhofer-Gesellschaft
- F_in Netzwerk Frauen im Fußball
- Goethe-Institut
- Adolf-Grimme-Institut
- Institut für moderne Kunst Nürnberg
- Koordinationsstelle Fanprojekte bei der dsj
- Kulturpolitische Gesellschaft
- Freistaat Bayern
- Nuremberg International Human Rights Film Festival
- Süddeutsche Zeitung, Ressort Sport

Die Vertreter werden jeweils von den Institutionen bestimmt. Bei der Stadt Nürnberg handelt es sich um den Oberbürgermeister, beim Freistaat Bayern um den Ministerpräsidenten.

### Ehrenmitglieder
- Franz Beckenbauer †
- Bobby Charlton †
- Pierluigi Collina
- Vicente del Bosque
- Alfredo Di Stéfano †
- Ottmar Hitzfeld
- Horst Hrubesch
- César Luis Menotti †
- Günter Netzer
- Otto Rehhagel
- Uwe Seeler †
- Bernhard Trautmann †
- Jorge Valdano

### Mitglieder
Darüber hinaus sind mehr als 100 Einzelpersonen Mitglieder der Akademie.
- Jean-Christophe Ammann †
- Django Asül
- Christoph Bausenwein (Journalist)[8]
- Marc Becker
- Günther Beckstein
- Bernd-M. Beyer (Autor und Lektor)[9]
- Christoph Biermann
- Günter Blamberger
- Ronny Blaschke
- Diethelm Blecking
- Hans Böller (Sportjournalist)[10]
- Helmut Böttiger
- Achim Bogdahn
- Manfred Breuckmann
- Franz-Josef Brüggemeier
- Thomas Brussig
- Anja Bühling (Journalistin und Übersetzerin)[11]
- Kevin Coyne †
- Dettmar Cramer †
- Friedrich Christian Delius †
- Gerd Dembowski
- Jürgen Egger †
- Christian Eichler
- Lutz Engelke (Unternehmer)[12]
- Stefan Erhardt (Gymnasiallehrer, Magazin-Herausgeber)[13]
- Jürgen Ertelt (Sozial- und Medienpädagoge)[14]
- Beate Fechtig (Journalistin)[15]
- Stefanie Fiebrig (Autorin & Fotografin)[16]
- Doris Fitschen †
- Achim Frenz[17] †
- Oliver Fritsch (Online-Journalist)[18]
- Bernd Gäbler
- Gunter Gebauer
- Heidi Giuliano-Thaler (Politikwissenschaftlerin)[19]
- Hermann Glaser †
- Uli Glaser (Wissenschaftlicher Mitarbeiter im Referat für Jugend, Familie und Soziales der Stadt Nürnberg; Publizist)[20]
- Stefan Goch
- Frank Goosen
- Achim Greser
- Jan-Henrik Gruszecki (Fanaktivist)[21]
- Bjørn Gulden
- Wolfgang Habermeyer (Moderator und Journalist)[22]
- Karl-Heinz Heimann †
- Eckhard Henscheid
- Markwart Herzog
- Ulrich Hesse
- Thomas Hitzlsperger
- Michael Horeni
- Günter Joschko (Akademie-Gründer, Journalist und Publizist)[23]
- Dieter H. Jütting
- Harald Kaiser (Journalist)[24]
- Jürgen Kaube
- Guido Knopp
- Philipp Köster
- Günther Koch
- Katja Kraus
- Renate Künast
- Erich Laaser
- Manfred Lämmer
- Kathrin Lehmann
- Jürgen Leinemann †
- Mario Leis (Germanist und Dozent)[25]
- Matthias Lieske (Sport-Redakteur)[26]
- Corny Littmann
- Peter Lohmeyer
- Peter März
- Carmen Mayer (Trauerbegleiterin (BVT), Dozentin)[27]
- Markus Merk
- Hans Meyer
- Rainer Moritz
- Katrin Müller-Hohenstein
- Manuel Neukirchner (Sprecher Geschäftsführung Deutsches Fußballmuseum)[28]
- Norbert Niclauß (Referent BKM)[29]
- Albert Ostermaier
- Josefine Paul
- Aljoscha Pause
- Lorenz Peiffer
- Mara Pfeiffer
- Gunter A. Pilz
- Karin Plötz (Geschäftsführerin LitCam)[30]
- Urban Priol
- Ben Redelings
- Heinz Reinders
- Ronald Reng
- Horst Eberhard Richter †
- Karl Riha
- Moritz Rinke
- Jürgen Rollmann
- Claudia Roth
- Jürgen Roth
- Christoph Ruf
- Hans Sarkowicz
- Otto Schily
- Gerd Schmelzer
- Holger Schmidt[31]
- Renate Schmidt
- Thomas Schneider[32]
- Birgit Schönau
- Dirk Schümer
- Ludger Schulze
- Dietrich Schulze-Marmeling
- Norbert Seitz
- Nicole Selmer
- Christof Siemes
- Claus Spahn[33]
- Monika Sprüth
- Kathrin Steinbichler (Homepage-Chefin)[34]
- Edmund Stoiber
- Almut Sülzle (Kulturwissenschaftlerin und Ethnologin)[35]
- Klaus Theweleit
- Friedrich Karl Waechter †
- Jochen Wagner (Studienleiter Evangelische Akademie Tutzing)[36]
- Tanja Walther-Ahrens
- Uwe Wiemann (Schulleiter, Autor)[37]
- Frank Willmann
- Andreas Wittner (Vereinsarchivar FC Bayern Erlebniswelt)[38]
- Michael Wulzinger (Journalist)[39]
- Daniela Wurbs (Projektleiterin)[40]
- Arnd Zeigler
- Rainer Zietsch

## Programm und Aufgabe
Die Akademie bietet regelmäßig öffentliche Veranstaltungen zu den unterschiedlichsten Themen der Fußballkultur. Das Spektrum der Veranstaltungen ist vielfältig und umfasst Vorträge, Podiumsdiskussionen, Ausstellungen, Lesungen und – in Kooperation mit anderen Institutionen – auch mehrtägige Fachtagungen. Zu Welt- und Europameisterschaften wird in Nürnberg ein Public Viewing angeboten.
Außerdem versteht sich die Akademie als eine Kontaktbörse und als Infopool für Akteure aus Fußball und Kultur. Wichtigstes Instrument hierfür ist die im April 2006 freigeschaltete Internetseite.
Regelmäßige Veranstaltungen
- Seit 2006: Verleihung des Deutschen Fußball-Kulturpreises
- Seit 2008: Lesereihe Kaltblütig verwandelt
- Seit 2009: Gesprächsreihe Weißt du noch, damals …!?
- Seit 2011: Filmreihe Spiel ab!

## Deutscher Fußball-Kulturpreis
Seit 2006 wird von der Akademie der Deutsche Fußball-Kulturpreis in fünf Kategorien verliehen:
- Der Walther-Bensemann-Preis zeichnet eine Person der Zeitgeschichte aus, die im Sinne der Völkerverständigung Besonderes für den Fußball geleistet hat.
- Als Fußballbuch des Jahres werden literarische Werke ausgezeichnet, die den Fußball auf eine besondere Weise präsentieren und dabei eine neue Perspektive auf den Sport und das Drumherum bieten, egal ob in Fiktion oder der Wirklichkeit.[42]
- Mit dem Fußball-Bildungspreis (früher Lernanstoß) werden Projekte gewürdigt, die den Fußball als Mittel der Bildungsarbeit mit Kindern und Jugendlichen einsetzen.
- Fußballspruch des Jahres
- Fanpreis, dessen Thema wechselt (seit 2007)